# High Five細胞
High Five（正式名稱為BTI-Tn-5B1-4）是一種昆蟲細胞系，起源於粉紋夜蛾的卵巢細胞。 它是由美國的植物研究所BTI發現的。High Five 細胞是使用桿狀病毒或轉染，進行重組蛋白表達的其中一個最常用細胞系，並且比Sf9細胞等鱗翅類昆蟲細胞系表達更多的重組蛋白。它們可以在沒有血清的情況下生長，並且可以以鬆散的附著狀態或懸濁液培養 。High Five細胞可產生大量的小分子核糖核酸、小分子干擾核糖核酸及piRNA，使其適合於研究以上三種類型的小沉默核糖核酸。

## 外部鏈接
- Cellosaurus entry for High Five（页面存档备份，存于）